# Diocèse d'Albe
Le diocèse d'Albe (en latin : Dioecesis Albae Pompeiensis ; en italien : Diocesi di Albae) est un diocèse de l'Église catholique en Italie, suffragant de l'archidiocèse de Turin et appartenant à la région ecclésiastique du Piémont.

## Territoire
Le diocèse est sur la partie Nord-Est de la province de Coni ; l'autre partie de la province est dans l'archidiocèse de Turin et les diocèses d'Acqui, Coni, Fossano, Mondovi, Saluces. Il gère également 2 communes de la province d'Asti, le reste de la province étant dans l'archidiocèse de Turin et les diocèses d'Asti, d'Acqui et de Casale Monferrato.
Son territoire est de 1 050 km2 divisé en 126 paroisses regroupées en 8 archidiaconés. L'évêché est à Albe avec la cathédrale saint Laurent qui conserve les reliques de saint Thibaud. Dans la même ville, l'église Sainte Marie Madeleine possède le corps de la bienheureuse Marguerite de Savoie.

## Histoire
Selon la tradition, le premier évêque d'Albe est saint Denis de Milan (it), qui aurait servi le diocèse pendant quelques années avant d'être nommé archevêque de Milan ; pour s'être opposé à l'arianisme, il est exilé en 355 par l'empereur Constance II. Cette tradition est considérée comme peu fiable étant donné qu'au IVe siècle, un évêque est généralement interdit de quitter son diocèse pour un autre. 
Une liste de neuf anciens évêques d'Alba, qui commence par un saint Denis (différent du précédent, en 380) jusqu'à l'évêque Jules (553), est établie sur la base d'inscriptions trouvées dans la cathédrale d'Alba à la fin du XVe siècle ; mais cette liste et son découvreur se sont avérés être des faux inventés au XVIIIe siècle.
Le premier évêque d'Albe dont l'existence est certaine est Lampadio, qui est présent au concile de Rome en 499 sous le pape Symmaque. Pendant un court laps de temps, vers la fin du Xe siècle, le diocèse est uni à celui d'Asti. Parmi les évêques suivants, Benzone est un adversaire connu du pape Grégoire VII qui soutient l'empire pendant la Querelle des Investitures. 
Le 29 octobre 1511, il cède une partie du territoire au profit de l'érection du diocèse de Saluces. Le 22 avril 1613, lors de la première guerre de Monferrato, Albe est attaquée par les Français et l'évêque Pendasio est battu dans les rues de la ville.
En 1803, le diocèse est supprimé par la bulle Gravissimis causis adducimur du pape Pie VII et son territoire uni avec celui du diocèse d'Asti. Il est restauré le 17 juillet 1817 par la bulle Beati Petri du pape Pie VII ; contextuellement, le pape le nomme suffragant de l'archidiocèse de Turin, le retirant ainsi de la juridiction métropolitaine de l'archevêque de Milan, auquel Albe avait toujours été soumis.